# Dème d'Asklipiío
Le dème d'Asklipiío, en grec moderne : Δήμος Ασκληπιείου/ Dímos Asklipiíou, est un ancien dème du  district régional d’Argolide, en Grèce. Depuis 2010, il est fusionné au sein du dème d'Épidaure.
Selon le recensement de 2011, la population du dème compte 4 228 habitants.